# What Do I Do with Me
What Do I Do with Me è un album in studio della cantante di musica country statunitense Tanya Tucker, pubblicato nel 1991.

## Tracce
1. If Your Heart Ain't Busy Tonight (Tom Shapiro, Chris Waters) – 3:02
2. Some Kind of Trouble (Mike Reid, Brent Maher, Don Potter) – 3:51
3. (Without You) What Do I Do with Me (Royce Porter, L. David Lewis, David Chamberlain) – 2:55
4. Down to My Last Teardrop (Paul Davis) – 3:28
5. Everything That You Want (Randy Sharp, Jack Wesley Routh) – 3:42
6. Trail of Tears (Paul Kennerley) – 3:02
7. Bidding America Goodbye (The Auction) (Jamie O'Hara) – 3:21
8. Time and Distance (Donny Lowery, Randy Sharp) – 3:48
9. He Was Just Leaving (Lisa Angelle, Walt Aldridge) – 3:40
10. Right About Now (Rick Bowles, Jeff Silbar) – 3:38

## Formazione
- Tanya Tucker - voce
- Steve Gibson - chitarra acustica, chitarra elettrica
- Mark Casstevens - chitarra acustica
- Brent Rowan - chitarra elettrica
- Sonny Garrish - steel guitar
- Paul Leim - batteria
- Eddie Bayers - batteria
- Bob Wray - basso
- Mitch Humphries - tastiera
- Jim Horn - sassofono
- Rob Hajacos - fiddle
- David Innis - sintetizzatore
- Mike Lawler - sintetizzatore
- Terry McMillan - armonica
- Beth Nielsen Chapman - cori
- Paul Davis - cori
- Greg Gordon - cori
- Liana Manis - cori
- Donna McElroy - cori
- Wayland Patton - cori
- Curtis Young - cori